# Katiusja (sång)
Katiusja eller Katjusja (ryska: Катюша) är en sång skriven 1938 i Sovjetunionen i stil med en traditionell rysk folkvisa. Musiken komponerades av Matvej Blanter till text av Michail Isakovskij. 2018 släpptes en Ukrainsk remix av sången som blivit populär i Ukraina under den ryska invasionen.
Katiusja är den ryska diminutivformen av det kvinnliga förnamnet Ekaterina (Katarina) och motsvarar ungefär "Kajsa" eller "Kattis" på svenska. Under kriget på östfronten under andra världskriget fick ett sovjetiskt raketartillerisystem smeknamnet "Katiusja" efter sången. Melodin användes senare även till den populära italienska partisansången Fischia il vento.